# Normalización
La normalización (también denominada estandarización) es el proceso de elaborar, aplicar y mejorar las normas que se emplean en distintas actividades científicas, industriales o económicas, con el fin de ordenarlas y mejorarlas. Por su parte, la Sociedad Americana para Pruebas y Materiales (ASTM), define la estandarización como el proceso de formular y aplicar reglas, para una aproximación ordenada a una actividad específica, para el beneficio y con la cooperación de todos los involucrados.
Según la Organización Internacional de Normalización, la normalización es la actividad que tiene por objeto establecer, ante problemas reales o potenciales, disposiciones destinadas a usos comunes y repetidos, con el fin de obtener un nivel de ordenamiento óptimo en un contexto dado, que puede ser tecnológico, político o económico.

## Historia

### Ejemplos antiguos

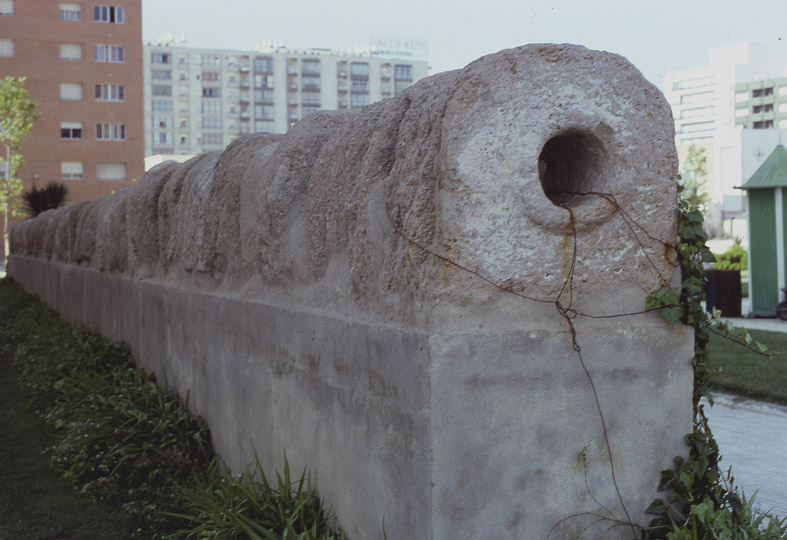
Tramo del acueducto de Gades (actual Cádiz, España). Muchas ciudades del mundo antiguo utilizaban cañerías de madera, cerámica o piedra que se fabricaban en tramos de sección normalizada según el caudal deseado.

Los pesos y medidas estándar fueron desarrollados por la civilización del valle del Indo. El sistema centralizado de pesos y medidas servía a los intereses comerciales de los mercaderes del Indo, ya que las medidas de peso más pequeñas se utilizaban para medir artículos de lujo, mientras que los pesos más grandes se empleaban para comprar artículos más voluminosos, como granos alimenticios, etc. Los pesos existían en múltiplos de un peso estándar y en categorías. La  normalización permitió que los dispositivos de medición se utilizaran eficazmente en  medición angular y medición para la construcción. Las unidades uniformes de longitud se utilizaron en la planificación de ciudades como Lothal, Surkotada, Kalibangan, Dolavira, Harappa y Mohenjo-daro. Las pesas y medidas de la civilización del Indo también llegaron a Persia y Asia Central, donde se modificaron aún más. Shigeo Iwata describe las pesas excavadas desenterradas de la civilización del Indo:

Se excavaron un total de 558 pesas de Mohenjodaro, Harappa y Chanhu-daro, sin incluir las pesas defectuosas. No encontraron diferencias estadísticamente significativas entre las pesas excavadas en cinco capas diferentes, cada una de las cuales medía aproximadamente 1,5 m de profundidad. Esto demostró que existió un fuerte control durante al menos un periodo de 500 años. La pesa de 13,7 g parece ser una de las unidades utilizadas en el valle del Indo. La notación se basaba en los sistemas binarios y  decimales. El 83% de las pesas que se excavaron en las tres ciudades mencionadas eran cúbicas, y el 68% estaban hechas de  chert.

### Intentos delsigloXVIII

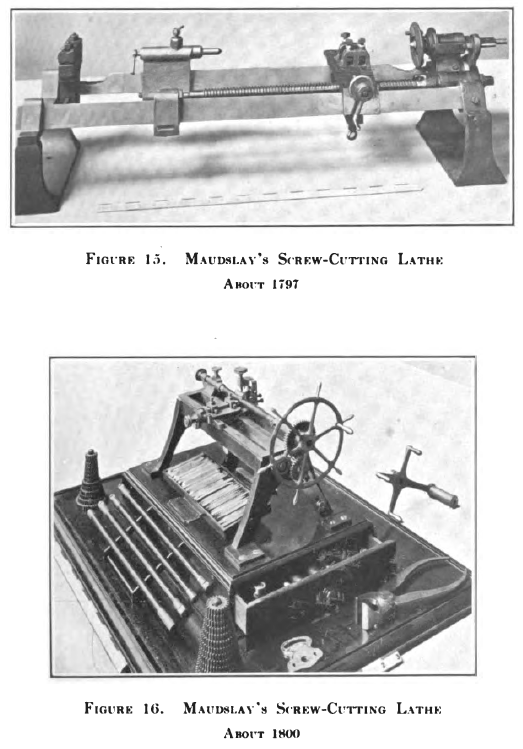
Los famosos primeros tornos de roscar de Henry Maudslay de hacia 1797 y 1800.

La aplicación de normas en la industria y el comercio adquirió gran importancia con el inicio de la Revolución Industrial y la necesidad de máquinas herramienta de alta precisión y piezas intercambiables.
Henry Maudslay desarrolló el primer  torno de roscar industrialmente práctico en 1800. Esto permitió la normalización de los tamaños de  rosca de tornillo por primera vez y allanó el camino para la aplicación práctica de intercambiabilidad (una idea que ya se estaba afianzando) a tuercas y pernos.
Antes de esto, las roscas de los tornillos se hacían normalmente por astillado y limado (es decir, con el hábil uso a mano alzada de cinceles y  limas). [Los tornillos metálicos, cuando se fabricaban, solían utilizarse en madera. Los tornillos metálicos que pasaban a través de un armazón de madera hasta una fijación metálica en el otro lado solían fijarse de formas no roscadas (como remachado o recalcado contra una arandela). Maudslay estandarizó las roscas de los tornillos utilizados en su taller y fabricó juegos de machos y matrices que fabricaban tuercas y tornillos de acuerdo con esas normas, de modo que cualquier tornillo del tamaño adecuado encajaba en cualquier tuerca del mismo tamaño. Esto supuso un gran avance en la tecnología de los talleres.

### Normas nacionales
El trabajo de Maudslay, así como las contribuciones de otros ingenieros, lograron una modesta estandarización de la industria; las normas internas de algunas empresas se extendieron un poco dentro de sus sectores.

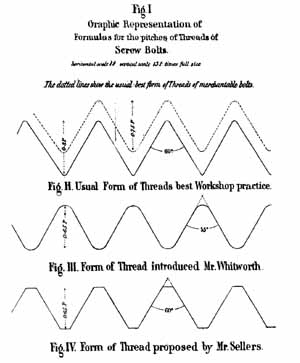
Graphic representation of formulae for the pitches of threads of screw bolts

Las medidas de las roscas de tornillo de Joseph Whitworth fueron adoptadas como el primer estándar nacional (no oficial) por empresas de todo el país en 1841. Llegó a conocerse como  British Standard Whitworth, y fue ampliamente adoptado en otros países.
| 
Esta nueva norma especificaba un ángulo de rosca de 55° y una profundidad de rosca de 0,640327p y un radio de 0,137329p, donde p es el paso. El paso de rosca aumenta con el diámetro en pasos especificados en una tabla. Un ejemplo del uso de la rosca Whitworth son las cañoneras de la Royal Navy en la Guerra de Crimea. Fueron el primer ejemplo de aplicación de técnicas de "producción en serie" a la ingeniería naval.
Con la adopción de la BSW por parte de las líneas ferroviarias británicas, muchas de las cuales habían utilizado anteriormente su propia norma tanto para las roscas como para los perfiles de las cabezas de los tornillos y las tuercas, y la mejora de las técnicas de fabricación, llegó a dominar la fabricación británica.
La American Unified Coarse se basó originalmente en casi las mismas fracciones imperiales. El ángulo de la rosca unificada es de 60° y tiene crestas aplanadas (las crestas Whitworth son redondeadas). El paso de rosca es el mismo en ambos sistemas, excepto que el paso de rosca para el perno 1⁄2 in. (pulgadas) es de 12 roscas por pulgada (tpi) en el BSW frente a 13 tpi en el UNC.

### Organismo nacional de normalización
A finales del siglo XIX, las diferencias de normas entre las empresas dificultaban y tensaban cada vez más el comercio. Por ejemplo, un comerciante de hierro y acero dejó constancia de su descontento en The Times: "Los arquitectos e ingenieros suelen especificar tipos tan innecesariamente diversos de material seccional o de trabajo determinado que resulta imposible cualquier cosa parecida a una fabricación económica y continua. En este país no hay dos profesionales que se pongan de acuerdo sobre el tamaño y peso de una viga a emplear para un trabajo determinado."
El Comité de Normas de Ingeniería se creó en Londres en 1901 como el primer organismo nacional de normalización del mundo. Posteriormente amplió su labor de normalización y se convirtió en la British Engineering Standards Association en 1918, adoptando el nombre de British Standards Institution en 1931 tras recibir su Royal Charter en 1929. Las normas nacionales se adoptaron universalmente en todo el país y permitieron a los mercados actuar de forma más racional y eficiente, con un mayor nivel de cooperación.
Tras la Primera Guerra Mundial, se crearon organismos nacionales similares en otros países. En 1917 se creó en Alemania el Deutsches Institut für Normung, seguido de sus homólogos, el National Standard Institute estadounidense y la Commission Permanente de Standardisation francesa, ambos en 1918.

### Organismo regional de normalización
A nivel regional (por ejemplo, Europa, América, África, etc.) o subregional (por ejemplo, Mercosur, Comunidad Andina, Sudeste Asiático, Sudeste de África, etc.), existen varios organismos regionales de normalización.
Los tres organismos regionales de normalización de Europa -u Organismos Europeos de Normalización (OEN)- reconocidos por el Reglamento de la UE sobre normalización [Reglamento (UE) 1025/2012] son el CEN, el CENELEC y el ETSI. El CEN elabora normas para numerosos tipos de productos, materiales, servicios y procesos. Algunos sectores cubiertos por el CEN incluyen equipos y servicios de transporte, productos químicos, construcción, productos de consumo, defensa y seguridad, energía, alimentos y piensos, salud y seguridad, sanidad, sector digital, maquinaria o servicios. El Comité Europeo de Normalización Electrotécnica (CENELEC) es el organismo europeo de normalización que elabora normas en el ámbito electrotécnico y corresponde a la Comisión Electrotécnica Internacional (CEI) en Europa.

## Objetivos
La normalización persigue fundamentalmente tres objetivos:
- Simplificación: se trata de reducir el número de modelos y de normas dependiendo de cada, para quedarse únicamente con los más necesarios.
- Unificación: se trata de permitir los intercambios y las comparaciones a nivel internacional.
- Especificación: se persigue evitar errores de identificación, creando un lenguaje claro y preciso.

Las elevadas sumas de dinero que los países desarrollados invierten en los organismos normalizadores, tanto nacionales como internacionales, es un indicio o una prueba de la importancia que se da a esta cuestión.

## Organizaciones

### Organizaciones Privadas de Normalización
- ACI - American Concrete Institute
- API - American Petroleum Institute
- ASCE - American Society of Civil Engineering
- ASME - American Society of Mechanical Engineers
- ASTM - American Society for Testing and Materials
- HL7 - Health Level Seven Inc.
- IAPMO - International Association of Plumbing and Mechanical Officials
- NEMA - National Electrical Manufacturers Association
- NFPA - National Fire Protection Association
- NSF - NSF International
- UL - Underwriters Laboratories Inc.

### Organismos Regionales de Normalización
- AMN - Asociación Mercosur de Normalización
- APEC - Asia-Pacific Economic Cooperation
- CENELEC - Comité Européen de Normalisation Electrotechnique - Comité Europeo de Normalización Electrotécnica
- CEN - Comité Europeo de Normalización
- COPANT - Comisión Panamericana de Normas Técnicas
- CROSQ - Caribbean Community Regional Organisation for Standards and Quality
- RAN - Red Andina de Normalización

### Organismos Nacionales de Normalización
Algunos ejemplos de organismos nacionales de normalización son:
| País                      | Organismo                                                                              | Web                                                                |
| ------------------------- | -------------------------------------------------------------------------------------- | ------------------------------------------------------------------ |
| Alemania                  | Deutsches Institut für Normung                                                         | DIN                                                                |
| Argentina                 | IRAM - Instituto Argentino de Normalización y Certificación                            | IRAM                                                               |
| Bolivia                   | Instituto Boliviano de Normalización y Calidad                                         | IBNORCA                                                            |
| Brasil                    | Associação Brasileira de Normas Técnicas                                               | ABNT                                                               |
| Chile                     | Instituto Nacional de Normalización                                                    | INN *                                                              |
| Colombia                  | Instituto Colombiano de Normas Técnicas y Certificación                                | ICONTEC                                                            |
| Colombia                  | Consejo Colombiano de Certificación \|ISCB                                             | CCC Archivado el 4 de agosto de 2020 en Wayback Machine.           |
| Costa Rica                | Instituto de Normas Técnicas de Costa Rica                                             | INTECO                                                             |
| Cuba                      | Oficina Nacional de Normalización                                                      | NC                                                                 |
| Ecuador                   | Servicio Ecuatoriano de Normalización                                                  | INEN                                                               |
| El Salvador               | Consejo Nacional de Ciencia y Tecnología                                               | CONACYT Archivado el 20 de noviembre de 2017 en Wayback Machine. * |
| España                    | Asociación Española de Normalización y Certificación                                   | AENOR                                                              |
| Estados Unidos de América | American National Standards Institute                                                  | ANSI                                                               |
| Filipinas                 | Bureau of Product Standards                                                            | BPS                                                                |
| Francia                   | Association Française de Normalisation                                                 | AFNOR Archivado el 26 de enero de 2019 en Wayback Machine.         |
| Guatemala                 | Comisión Guatemalteca de Normas                                                        | COGUANOR *                                                         |
| Honduras                  | Consejo Hondureño de Ciencia y Tecnología                                              | COHCIT **                                                          |
| Italia                    | Ente Nazionale Italiano di Unificazione                                                | UNI                                                                |
| Japón                     | Japanese Industrial Standars Committee                                                 | JISC                                                               |
| México                    | Dirección General de Normas                                                            | DGN                                                                |
| Nicaragua                 | Dirección de Tecnología, Normalización y Metrología                                    | DTNM *                                                             |
| Panamá                    | Comisión Panameña de Normas Industriales y Técnicas                                    | COPANIT                                                            |
| Paraguay                  | Instituto Nacional de Tecnología y Normalización                                       | INTN *                                                             |
| Perú                      | Instituto Nacional de Calidad                                                          | INACAL *                                                           |
| Reino Unido               | British Standards Institution                                                          | BS                                                                 |
| República Dominicana      | Instituto Dominicano para la Calidad                                                   | INDOCAL *                                                          |
| Rusia                     | Agencia Federal para la Regulación Técnica y la Metrología                             | GOST                                                               |
| Suiza                     | Swiss Association for Standardization                                                  | SNV                                                                |
| Uruguay                   | Instituto Uruguayo de Normas Técnicas                                                  | UNIT                                                               |
| Venezuela                 | Servicio Autónomo Nacional de Normalización, Calidad,Metrología y reglamentos técnicos | SENCAMER                                                           |

* Miembro correspondiente de ISO
** Miembro suscrito de ISO

### Organismos Internacionales de Normalización
- ISO - Organización Internacional para la Normalización.
- IEC - International Electrotechnical Commission.
- IEEE - Institute of Electrical and Electronics Engineers.
- ITU - Unión Internacional de Telecomunicaciones (engloba ITU-T y ITU-R).
- IATA - International Air Transport Association.
- Codex Alimentarius - Normas internacionales de los alimentos.
- RABQSA - Normas internacionales de Sistemas de Gestión.